# 2022–2023-as magyar labdarúgó-bajnokság (első osztály)
A magyar labdarúgó-bajnokság első osztályának 2022–2023-as szezonja a 121. magyar labdarúgó-bajnokság. A bajnokság 2022. július 29-én kezdődött és 2023. május 28-án ért véget.
A Ferencvárosi TC megvédte címét és megszerezte 34. bajnoki címét, ezzel jogot szerzett a 2023–2024-es UEFA-bajnokok ligája 1. selejtezőkörében való részvételre. A szezon végén a 2. helyezett Kecskeméti TE, a 3. helyezett Debreceni VSC és a MOL Magyar Kupa győztese, a Zalaegerszegi TE harcolta ki a nemzetközi kupaszereplés jogát, a 2023–2024-es UEFA Európa Konferencia Liga 2. selejtezőkörében való indulásra. Kiesett a másodosztályba a Budapest Honvéd FC és a Vasas FC.

## Csapatváltozások a 2021–2022-es szezonhoz képest
Kiesett a másodosztályba
- MTK Budapest FC (a 2021–2022-es NB I 11. helyezettje)
- Gyirmót FC Győr (a 2021–2022-es NB I 12. helyezettje)

Feljutottak az első osztályba
- Vasas FC (a 2021–2022-es NB II 1. helyezettje)
- Kecskeméti TE (a 2021–2022-es NB II 2. helyezettje)

## Résztvevő csapatok

### Résztvevők és stadionjaik
| Budapest Honvéd       | Vasas | Debrecen | Fehérvár         |
| --------------------- | --- | --- | ---------------- |
| Bozsik Aréna          | Illovszky Rudolf Stadion | Nagyerdei stadion | MOL Aréna Sóstó  |
| Férőhely: 8200        | Férőhely: 5145 | Férőhely: 20 340 | Férőhely: 14 201 |
|                       | | |                  |
| Ferencváros           | Debrecen Fehérvár Kecskemét Kisvárda Paks Mezőkövesd Puskás Akadémia Zalaegerszeg 2022-2023-as NB I. csapatai Budapest Honvéd Ferencváros Újpest Vasas 2022-2023-as NB I. budapesti csapatai | Debrecen Fehérvár Kecskemét Kisvárda Paks Mezőkövesd Puskás Akadémia Zalaegerszeg 2022-2023-as NB I. csapatai Budapest Honvéd Ferencváros Újpest Vasas 2022-2023-as NB I. budapesti csapatai | Kecskemét        |
| Groupama Aréna        | Debrecen Fehérvár Kecskemét Kisvárda Paks Mezőkövesd Puskás Akadémia Zalaegerszeg 2022-2023-as NB I. csapatai Budapest Honvéd Ferencváros Újpest Vasas 2022-2023-as NB I. budapesti csapatai | Debrecen Fehérvár Kecskemét Kisvárda Paks Mezőkövesd Puskás Akadémia Zalaegerszeg 2022-2023-as NB I. csapatai Budapest Honvéd Ferencváros Újpest Vasas 2022-2023-as NB I. budapesti csapatai | Széktói Stadion  |
| Férőhely: 22 000      | Debrecen Fehérvár Kecskemét Kisvárda Paks Mezőkövesd Puskás Akadémia Zalaegerszeg 2022-2023-as NB I. csapatai Budapest Honvéd Ferencváros Újpest Vasas 2022-2023-as NB I. budapesti csapatai | Debrecen Fehérvár Kecskemét Kisvárda Paks Mezőkövesd Puskás Akadémia Zalaegerszeg 2022-2023-as NB I. csapatai Budapest Honvéd Ferencváros Újpest Vasas 2022-2023-as NB I. budapesti csapatai | Férőhely: 6 300  |
|                       | Debrecen Fehérvár Kecskemét Kisvárda Paks Mezőkövesd Puskás Akadémia Zalaegerszeg 2022-2023-as NB I. csapatai Budapest Honvéd Ferencváros Újpest Vasas 2022-2023-as NB I. budapesti csapatai | Debrecen Fehérvár Kecskemét Kisvárda Paks Mezőkövesd Puskás Akadémia Zalaegerszeg 2022-2023-as NB I. csapatai Budapest Honvéd Ferencváros Újpest Vasas 2022-2023-as NB I. budapesti csapatai |                  |
| Kisvárda              | Debrecen Fehérvár Kecskemét Kisvárda Paks Mezőkövesd Puskás Akadémia Zalaegerszeg 2022-2023-as NB I. csapatai Budapest Honvéd Ferencváros Újpest Vasas 2022-2023-as NB I. budapesti csapatai | Debrecen Fehérvár Kecskemét Kisvárda Paks Mezőkövesd Puskás Akadémia Zalaegerszeg 2022-2023-as NB I. csapatai Budapest Honvéd Ferencváros Újpest Vasas 2022-2023-as NB I. budapesti csapatai | Mezőkövesd       |
| Várkerti Stadion      | Debrecen Fehérvár Kecskemét Kisvárda Paks Mezőkövesd Puskás Akadémia Zalaegerszeg 2022-2023-as NB I. csapatai Budapest Honvéd Ferencváros Újpest Vasas 2022-2023-as NB I. budapesti csapatai | Debrecen Fehérvár Kecskemét Kisvárda Paks Mezőkövesd Puskás Akadémia Zalaegerszeg 2022-2023-as NB I. csapatai Budapest Honvéd Ferencváros Újpest Vasas 2022-2023-as NB I. budapesti csapatai | Városi stadion   |
| Férőhely: 2850        | Debrecen Fehérvár Kecskemét Kisvárda Paks Mezőkövesd Puskás Akadémia Zalaegerszeg 2022-2023-as NB I. csapatai Budapest Honvéd Ferencváros Újpest Vasas 2022-2023-as NB I. budapesti csapatai | Debrecen Fehérvár Kecskemét Kisvárda Paks Mezőkövesd Puskás Akadémia Zalaegerszeg 2022-2023-as NB I. csapatai Budapest Honvéd Ferencváros Újpest Vasas 2022-2023-as NB I. budapesti csapatai | Férőhely: 4183   |
|                       | Debrecen Fehérvár Kecskemét Kisvárda Paks Mezőkövesd Puskás Akadémia Zalaegerszeg 2022-2023-as NB I. csapatai Budapest Honvéd Ferencváros Újpest Vasas 2022-2023-as NB I. budapesti csapatai | Debrecen Fehérvár Kecskemét Kisvárda Paks Mezőkövesd Puskás Akadémia Zalaegerszeg 2022-2023-as NB I. csapatai Budapest Honvéd Ferencváros Újpest Vasas 2022-2023-as NB I. budapesti csapatai |                  |
| Paks                  | Puskás Akadémia | Újpest | Zalaegerszeg     |
| Fehérvári úti stadion | Pancho Aréna | Szusza Ferenc Stadion | ZTE Aréna        |
| Férőhely: 6150        | Férőhely: 3816 | Férőhely: 13 501 | Férőhely: 11 200 |
|                       | | |                  |

| Klub       | Stadion                  | Építés (felújítás) éve | Férőhely |
| ---------- | ------------------------ | ---------------------- | -------- |
| Kisvárda   | Várkerti Stadion         | 2018                   | 2 850    |
| Puskás     | Pancho Aréna             | 2014                   | 3 816    |
| Mezőkövesd | Városi-Stadion           | 2013                   | 4 183    |
| Vasas      | Illovszky Rudolf Stadion | 2019                   | 5 145    |
| Paks       | Fehérvári úti stadion    | 2020                   | 6 150    |
| Kecskemét  | Széktói Stadion          | 2002                   | 6 300    |
| Honvéd     | Bozsik Aréna             | 2021                   | 8 200    |
| ZTE        | ZTE Aréna                | 2016                   | 11 200   |
| Újpest     | Szusza Ferenc Stadion    | 2001                   | 13 501   |
| Fehérvár   | MOL Aréna Sóstó          | 2018                   | 14 201   |
| DVSC       | Nagyerdei stadion        | 2014                   | 20 340   |
| FTC        | Groupama Aréna           | 2014                   | 22 000   |
| Összesen   | Összesen                 | Összesen               | 117 886  |

### Csapatok adatai
| Csapat               | Elnök               | Szakmai igazgató | Vezetőedző               | Csapatkapitány    | Szerelés   | Mezszponzor                        | A csapat szezonja |
| -------------------- | ------------------- | ---------------- | ------------------------ | ----------------- | ---------- | ---------------------------------- | ----------------- |
| Budapest Honvéd      | Bozó Zoltán         | Chris Docherty   | Dean Klafurić            | Ivan Lovrić       | Macron     | Tippmix                            | részletek         |
| Debreceni VSC        | Thierry Zaengel     | Hayk Hovakimyan  | Srđan Blagojević         | Dzsudzsák Balázs  | adidas     | Tranzit-Food, BeStrong, Tippmix    | részletek         |
| Ferencvárosi TC      | Kubatov Gábor       | Hajnal Tamás     | Sztanyiszlav Csercseszov | Dibusz Dénes      | Nike       | Telekom, Tippmix                   | részletek         |
| Kecskeméti TE Hufbau | Filus Andor         | Tóth Ákos        | Szabó István             | Vágó Levente      | Zeus Sport | Hufbau, Tippmix                    | részletek         |
| Kisvárda FC          | Forrás Zoltán       | Révész Attila    | Miloš Kruščić            | Lucas             | adidas     | Master Good, Tippmix               | részletek         |
| Mezőkövesd Zsóry FC  | Tállai András       | Tóth László      | Kuttor Attila            | Cseri Tamás       | Joma       | Zsóry fürdő, Tippmix               | részletek         |
| MOL Fehérvár FC      | Garancsi István     | Juhász Roland    | Bartosz Grzelak          | Fiola Attila      | adidas     | MOL, Tippmix                       | részletek         |
| Paksi FC             | Bognár Péter        | Haraszti Zsolt   | Bognár György            | Szabó János       | Jako       | Tippmix                            | részletek         |
| Puskás Akadémia      | Mészáros Lőrinc     | Tóth Balázs      | Hornyák Zsolt            | Szolnoki Roland   | 2Rule      | Mészáros & Mészáros, Tippmix       | részletek         |
| Újpest FC            | Roderick Duchâtelet | Kabát Péter      | Nebojša Vignjević        | Đorđe Nikolić     | Puma       | 101 EV Park, 11TeamSports, Tippmix | részletek         |
| Vasas FC             | Nagy György         | Nagy Miklós      | Desits Szilárd           | Berecz Zsombor    | adidas     | OTP Bank                           | részletek         |
| Zalaegerszegi TE FC  | Végh Gábor          | Sallói István    | Boér Gábor               | Kálnoki Kis Dávid | 2Rule      | Pharos '95, Tippmix                | részletek         |

### Vezetőedző-váltások
| Csapat          | Távozott vezetőedző | Távozott vezetőedző | A távozás indoka               | A távozás ideje     | Helyezés a tabellán | Érkezett vezetőedző | Érkezett vezetőedző | A kinevezés ideje    | Forrás        |
| --------------- | ------------------- | ------------------- | ------------------------------ | ------------------- | ------------------- | ------------------- | ------------------- | -------------------- | ------------- |
| Paks            | Bognár György       | Bognár György       | Lejárt a szerződése            | 2022. május 14.     | szezon előtt        | Waltner Róbert      | Waltner Róbert      | 2022. május 26.      | [ 2 ] [ 3 ]   |
| Zalaegerszeg    | Molnár Balázs       | Molnár Balázs       | Lejárt a megbízása             | 2022. május 26.     | szezon előtt        | Ricardo Moniz       | Ricardo Moniz       | 2022. május 26.      | [ 4 ]         |
| Budapest Honvéd | Nebojša Vignjević   | Nebojša Vignjević   | Új vezetés nem számolt vele    | 2022. június 9.     | szezon előtt        | Tam Courts          | Tam Courts          | 2022. június 15.     | [ 5 ] [ 6 ]   |
| Debreceni VSC   | Joan Carrillo       | Joan Carrillo       | Új vezetés nem számolt vele    | 2022. június 27.    | szezon előtt        | João Janeiro        | João Janeiro        | 2022. június 27.     | [ 7 ]         |
| Kisvárda        | Erős Gábor          | Erős Gábor          | Lejárt a megbízása             | 2022. június 30.    | szezon előtt        | Török László        | Török László        | 2022. június 28.     | [ 8 ] [ 9 ]   |
| Debreceni VSC   | João Janeiro        | João Janeiro        | Gyenge eredmények              | 2022. augusztus 31. | 10. hely            | Srđan Blagojević    | Srđan Blagojević    | 2022. szeptember 21. | [ 10 ] [ 11 ] |
| Vasas           | Kuttor Attila       | Kuttor Attila       | Szerződést bontott vele a klub | 2022. szeptember 6. | 11. hely            | Kondás Elemér       | Kondás Elemér       | 2022. szeptember 6.  | [ 12 ] [ 13 ] |
| Mezőkövesd      | Supka Attila        | Supka Attila        | Gyenge eredmények              | 2022. szeptember 6. | 10. hely            | Kuttor Attila       | Kuttor Attila       | 2022. szeptember 14. | [ 14 ] [ 15 ] |
| Fehérvár        | Michael Boris       | Michael Boris       | Gyenge eredmények              | 2022. október 17.   | 9. hely             | Toldi Gábor         | Huszti Szabolcs     | 2022. október 17.    | [ 16 ] [ 17 ] |
| Budapest Honvéd | Tam Courts          | Tam Courts          | Szerződést bontott vele a klub | 2022. október 24.   | 8. hely             | Dean Klafurić       | Dean Klafurić       | 2022. október 24.    | [ 18 ]        |
| Paks            | Waltner Róbert      | Waltner Róbert      | Szerződést bontott vele a klub | 2023. február 13.   | 7. hely             | Bognár György       | Bognár György       | 2023. február 14.    | [ 19 ] [ 20 ] |
| Fehérvár        | Toldi Gábor         | Huszti Szabolcs     | Gyenge eredmények              | 2023. március 14.   | 11. hely            | Bartosz Grzelak     | Bartosz Grzelak     | 2023. március 15.    | [ 21 ] [ 22 ] |
| Újpest          | Miloš Kruščić       | Miloš Kruščić       | Szerződést bontott vele a klub | 2023. március 23.   | 10. hely            | Nebojša Vignjević   | Nebojša Vignjević   | 2023. március 23.    | [ 23 ]        |
| Kisvárda        | Török László        | Török László        | Gyenge eredmények              | 2023. március 27.   | 6. hely             | Miloš Kruščić       | Miloš Kruščić       | 2023. március 27.    | [ 24 ]        |
| Vasas           | Kondás Elemér       | Kondás Elemér       | Szerződést bontott vele a klub | 2023. április 6.    | 12. hely            | Desits Szilárd      | Desits Szilárd      | 2023. április 6.     | [ 25 ]        |
| Zalaegerszeg    | Ricardo Moniz       | Ricardo Moniz       | Szerződést bontott vele a klub | 2023. április 24.   | 9. hely             | Boér Gábor          | Boér Gábor          | 2023. április 24.    | [ 26 ] [ 27 ] |

### Csapatok száma vármegyénkénti bontásban
| #. | Vármegye | Vármegye               | Csapatok száma | Csapatok                           | Dunántúl                                           | Közép-Magyarország                      | Alföld és Észak                                |
| -- | -------- | ---------------------- | -------------- | ---------------------------------- | -------------------------------------------------- | --------------------------------------- | ---------------------------------------------- |
| 1. |          | Budapest (főváros)     | 4              | Ferencváros, Honvéd, Újpest, Vasas | - Puskás Akadémia - Fehérvár - Paks - Zalaegerszeg | - Ferencváros - Honvéd - Újpest - Vasas | - Debrecen - Kecskemét - Kisvárda - Mezőkövesd |
| 2. |          | Fejér                  | 2              | Puskás Akadémia, Fehérvár          | - Puskás Akadémia - Fehérvár - Paks - Zalaegerszeg | - Ferencváros - Honvéd - Újpest - Vasas | - Debrecen - Kecskemét - Kisvárda - Mezőkövesd |
| 3. |          | Bács-Kiskun            | 1              | Kecskemét                          | - Puskás Akadémia - Fehérvár - Paks - Zalaegerszeg | - Ferencváros - Honvéd - Újpest - Vasas | - Debrecen - Kecskemét - Kisvárda - Mezőkövesd |
| 3. |          | Borsod-Abaúj-Zemplén   | 1              | Mezőkövesd                         | - Puskás Akadémia - Fehérvár - Paks - Zalaegerszeg | - Ferencváros - Honvéd - Újpest - Vasas | - Debrecen - Kecskemét - Kisvárda - Mezőkövesd |
| 3. |          | Hajdú-Bihar            | 1              | Debrecen                           | - Puskás Akadémia - Fehérvár - Paks - Zalaegerszeg | - Ferencváros - Honvéd - Újpest - Vasas | - Debrecen - Kecskemét - Kisvárda - Mezőkövesd |
| 3. |          | Szabolcs-Szatmár-Bereg | 1              | Kisvárda                           | - Puskás Akadémia - Fehérvár - Paks - Zalaegerszeg | - Ferencváros - Honvéd - Újpest - Vasas | - Debrecen - Kecskemét - Kisvárda - Mezőkövesd |
| 3. |          | Tolna                  | 1              | Paks                               | - Puskás Akadémia - Fehérvár - Paks - Zalaegerszeg | - Ferencváros - Honvéd - Újpest - Vasas | - Debrecen - Kecskemét - Kisvárda - Mezőkövesd |
| 3. |          | Zala                   | 1              | Zalaegerszeg                       | 4 csapat                                           | 4 csapat                                | 4 csapat                                       |

## A bajnokság végeredménye
| Hely. | Csapat               | M  | Gy | D  | V  | G+ | G– | Gk  | P  | Továbbjutás vagy kiesés                       |
| ----- | -------------------- | -- | -- | -- | -- | -- | -- | --- | -- | --------------------------------------------- |
| 1.    | Ferencváros B        | 33 | 19 | 6  | 8  | 62 | 33 | +29 | 63 | UEFA Bajnokok Ligája, 1. selejtezőkör         |
| 2.    | Kecskemét Ú          | 33 | 15 | 12 | 6  | 48 | 32 | +16 | 57 | UEFA Európa Konferencia Liga, 2. selejtezőkör |
| 3.    | Debrecen             | 33 | 15 | 9  | 9  | 52 | 39 | +13 | 54 | UEFA Európa Konferencia Liga, 2. selejtezőkör |
| 4.    | Puskás Akadémia      | 33 | 14 | 11 | 8  | 48 | 42 | +6  | 53 |                                               |
| 5.    | Paks                 | 33 | 14 | 7  | 12 | 57 | 57 | 0   | 49 |                                               |
| 6.    | Kisvárda Master Good | 33 | 10 | 13 | 10 | 43 | 49 | −6  | 43 |                                               |
| 7.    | Mezőkövesd           | 33 | 11 | 9  | 13 | 40 | 43 | −3  | 42 |                                               |
| 8.    | Újpest               | 33 | 11 | 8  | 14 | 42 | 55 | −13 | 41 |                                               |
| 9.    | Zalaegerszeg KGY     | 33 | 10 | 9  | 14 | 37 | 43 | −6  | 39 | UEFA Európa Konferencia Liga, 2. selejtezőkör |
| 10.   | MOL Fehérvár         | 33 | 8  | 11 | 14 | 38 | 43 | −5  | 35 |                                               |
| 11.   | Budapest Honvéd      | 33 | 8  | 9  | 16 | 34 | 51 | −17 | 33 | NB II                                         |
| 12.   | Vasas Ú              | 33 | 4  | 14 | 15 | 29 | 43 | −14 | 26 | NB II                                         |

## Góllövőlista
A táblázatban kizárólag azokat a labdarúgókat jelenítjük meg, akik legalább 5 gólt szereztek a bajnokságban.
Frissítve: 2023. május 28. (33. forduló után)
| Helyezés | Játékos                 | Csapat          | Szerzett gólok |
| 1.       | Varga Barnabás          | Paks            | 26             |
| 2.       | Sztefan Drazsics        | Mezőkövesd      | 14             |
| 3.       | Dorian Babunszki        | Debrecen        | 13             |
| 3.       | Kenan Kodro             | MOL Fehérvár    | 13             |
| 3.       | Nenad Lukics            | Budapest Honvéd | 13             |
| 6.       | Ryan Mmaee              | Ferencváros     | 12             |
| 7.       | Eduvie Ikoba            | Zalaegerszeg    | 11             |
| 7.       | Adama Traoré            | Ferencváros     | 11             |
| 9.       | Dino Beširović          | Mezőkövesd      | 8              |
| 9.       | Fernand Gouré           | Újpest          | 8              |
| 9.       | Holender Filip          | Vasas           | 8              |
| 9.       | Katona Bálint           | Kecskemét       | 8              |
| 9.       | Jasmin Mešanović        | Kisvárda        | 8              |
| 9.       | Sahab Zahedi            | Puskás Akadémia | 8              |
| 15.      | Rafał Makowski          | Kisvárda        | 7              |
| 15.      | Kristoffer Zachariassen | Ferencváros     | 7              |
| 17.      | Marius Corbu            | Puskás Akadémia | 6              |
| 17.      | Driton Camaj            | Kisvárda        | 6              |
| 17.      | Dzsudzsák Balázs        | Debrecen        | 6              |
| 17.      | Artem Favorov           | Puskás Akadémia | 6              |
| 17.      | Horváth Krisztofer      | Kecskemét       | 6              |
| 17.      | Nagy Krisztián          | Kecskemét       | 6              |
| 17.      | Tóth Barna              | Kecskemét       | 6              |
| 17.      | Windecker József        | Paks            | 6              |
| 25.      | Banó-Szabó Bence        | Kecskemét       | 5              |
| 25.      | Berecz Zsombor          | Vasas           | 5              |
| 25.      | Böde Dániel             | Paks            | 5              |
| 25.      | Csoboth Kevin           | Újpest          | 5              |
| 25.      | Dárdai Palkó            | MOL Fehérvár    | 5              |
| 25.      | Mario Ilievski          | Kisvárda        | 5              |
| 25.      | Lisztes Krisztián       | Ferencváros     | 5              |
| 25.      | Marquinhos              | Ferencváros     | 5              |
| 25.      | Novothny Soma           | Vasas           | 5              |
| 25.      | Simon Krisztián         | Újpest          | 5              |
| 25.      | Szécsi Márk             | Debrecen        | 5              |

## Díjak

### A hónap legjobbjai
| Hónap     | Hónap edzője  | Hónap edzője | Hónap játékosa  | Hónap játékosa | Hónap gólja       | Hónap gólja     | Hónap védése | Hónap védése | forrás |
| Hónap     | Edző          | Klub         | Játékos         | Klub           | Játékos           | Klub            | Játékos      | Klub         | forrás |
| --------- | ------------- | ------------ | --------------- | -------------- | ----------------- | --------------- | ------------ | ------------ | ------ |
| Augusztus | Török László  | Kisvárda     | Driton Camaj    | Kisvárda       | Szuhodovszki Soma | Kecskemét       | Varga Bence  | Kecskemét    | [ 29 ] |
| Október   | Szabó István  | Kecskemét    | Eduvie Ikoba    | Zalaegerszeg   | Batik Bence       | Puskás Akadémia | Varga Bence  | Kecskemét    | [ 30 ] |
| November  | Ricardo Moniz | Zalaegerszeg | Varga Barnabás  | Paks           | Nenad Lukić       | Budapest Honvéd | Dibusz Dénes | Ferencváros  | [ 31 ] |
| Február   | Kuttor Attila | Vasas        | Dorian Babunski | Debrecen       | Katona Bálint     | Kecskemét       | Uram János   | Vasas        | [ 32 ] |
| Március   | Szabó István  | Kecskemét    | Varga Barnabás  | Paks           | Katona Bálint     | Kecskemét       | Uram János   | Vasas        | [ 33 ] |

### Az idény álomcsapata
A Hivatásos Labdarúgók Szervezetének (HLSZ) szavazása alapján:
Dibusz Dénes (Ferencvárosi TC) — Botka Endre (Ferencvárosi TC), Samy Mmaee (Ferencvárosi TC), Belényesi Csaba (Kecskeméti TE), Pászka Lóránd (Ferencvárosi TC) — Banó-Szabó Bence (Kecskeméti TE), Dzsudzsák Balázs (DVSC), Szuhodovszki Soma (Kecskeméti TE) — Adama Traoré (Ferencvárosi TC), Varga Barnabás (Paksi FC, jelenleg: Ferencvárosi TC), Csoboth Kevin (Újpest FC)

## Eredmények
| Hazai \ Vendég  | DEB | FEH | FER | HON | KEC | KIS | MEZ | PAK | PUS | UJP | VAS | ZAL |
| --------------- | --- | --- | --- | --- | --- | --- | --- | --- | --- | --- | --- | --- |
| Debreceni VSC   | —   | 1–0 | 0–2 | 4–3 | 1–1 | 2–3 | 1–0 | 2–1 | 1–1 | 4–1 | 1–1 | 3–0 |
| Fehérvár        | 1–1 | —   | 2–2 | 4–0 | 2–1 | 4–1 | 2–1 | 1–1 | 1–1 | 0–1 | 2–1 | 1–1 |
| Ferencváros     | 2–0 | 4–0 | —   | 3–1 | 1–1 | 3–0 | 1–1 | 3–2 | 1–0 | 3–1 | 0–0 | 2–1 |
| Honvéd          | 2–3 | 0–1 | 0–2 | —   | 0–0 | 1–1 | 2–2 | 3–3 | 3–1 | 0–0 | 2–0 | 0–1 |
| Kecskemét       | 2–2 | 2–1 | 2–0 | 2–2 | —   | 3–3 | 1–0 | 3–1 | 1–1 | 2–2 | 0–0 | 3–1 |
| Kisvárda        | 2–2 | 3–1 | 0–0 | 0–1 | 0–1 | —   | 4–2 | 2–2 | 1–1 | 2–1 | 2–0 | 0–3 |
| Mezőkövesd      | 4–2 | 2–1 | 2–1 | 0–0 | 2–1 | 1–1 | —   | 1–2 | 1–0 | 1–0 | 1–1 | 0–5 |
| Paks            | 1–0 | 2–0 | 1–3 | 5–0 | 0–0 | 1–3 | 0–2 | —   | 1–3 | 3–1 | 0–1 | 3–1 |
| Puskás Akadémia | 2–1 | 1–1 | 2–4 | 1–0 | 1–1 | 0–1 | 1–0 | 1–4 | —   | 2–0 | 1–1 | 1–0 |
| Újpest          | 1–1 | 2–1 | 0–6 | 2–1 | 1–2 | 4–0 | 1–1 | 2–3 | 3–3 | —   | 2–1 | 1–1 |
| Vasas           | 0–3 | 2–0 | 0–1 | 1–2 | 1–2 | 2–2 | 1–0 | 2–2 | 1–1 | 0–1 | —   | 1–1 |
| Zalaegerszeg    | 4–2 | 2–1 | 1–2 | 0–2 | 0–0 | 1–3 | 0–0 | 3–0 | 1–2 | 1–0 | 0–0 | —   |

| Hazai \ Vendég  | DEB | FEH | FER | HON | KEC | KIS | MEZ | PAK | PUS | UJP | VAS | ZAL |
| --------------- | --- | --- | --- | --- | --- | --- | --- | --- | --- | --- | --- | --- |
| Debreceni VSC   | —   | 2–0 | —   | 0–0 | 1–2 | —   | —   | —   | 0–1 | 2–0 | 3–1 | —   |
| Fehérvár        | —   | —   | —   | 2–0 | 1–2 | —   | 1–1 | —   | —   | 0–0 | —   | 3–0 |
| Ferencváros     | 1–3 | 2–2 | —   | 3–0 | —   | 3–0 | —   | —   | 1–2 | —   | —   | —   |
| Honvéd          | —   | —   | —   | —   | 1–0 | —   | 2–3 | 1–2 | —   | 0–1 | —   | 1–0 |
| Kecskemét       | —   | —   | 2–0 | —   | —   | 1–0 | 0–1 | 2–3 | —   | —   | 2–0 | 3–0 |
| Kisvárda        | 0–1 | 0–0 | —   | 2–2 | —   | —   | —   | —   | 2–2 | 2–0 | 2–1 | —   |
| Mezőkövesd      | 0–1 | —   | 1–0 | —   | —   | 1–1 | —   | 6–1 | —   | —   | 1–4 | 1–2 |
| Paks            | 0–0 | 2–1 | 3–2 | —   | —   | 2–0 | —   | —   | 0–2 | —   | —   | —   |
| Puskás Akadémia | —   | 2–1 | —   | 2–1 | 0–3 | —   | 2–1 | —   | —   | 5–1 | —   | —   |
| Újpest          | —   | —   | 2–3 | —   | 3–0 | —   | 1–0 | 3–2 | —   | —   | 1–1 | 3–2 |
| Vasas           | —   | 0–0 | 0–1 | 0–1 | —   | —   | —   | 2–3 | 2–2 | —   | —   | 1–1 |
| Zalaegerszeg    | 0–2 | —   | 1–0 | —   | —   | 0–0 | —   | 1–1 | 2–1 | —   | —   | —   |

## Mérkőzések
Az MLSZ 2022. június 30-án készítette el a bajnokság sorsolását és közzétette a menetrendet. A fordulók eredményei a jobb oldali szövegre kattintva nyitható/csukható.
| 1. forduló                              |     |                 |
| Hivatalos mérkőzésnap: 2022. július 30. |     |                 |
| Kecskemét                               | 0–0 | Vasas           |
| Kisvárda                                | 2–2 | Debrecen        |
| Újpest                                  | 1–1 | Mezőkövesd      |
| Ferencváros                             | 1–0 | Puskás Akadémia |
| Honvéd                                  | 0–1 | Zalaegerszeg    |
| Paks                                    | 2–0 | MOL Fehérvár    |

| 2. forduló                                |     |             |
| Hivatalos mérkőzésnap: 2022. augusztus 6. |     |             |
| Kisvárda                                  | 4–2 | Mezőkövesd  |
| Debrecen                                  | 1–1 | Kecskemét   |
| MOL Fehérvár                              | 4–0 | Honvéd      |
| Zalaegerszeg                              | 1–2 | Ferencváros |
| Puskás Akadémia                           | 2–0 | Újpest      |
| Vasas                                     | 2–2 | Paks        |

| 3. forduló                                 |     |                 |
| Hivatalos mérkőzésnap: 2022. augusztus 13. |     |                 |
| Debrecen                                   | 1–1 | Vasas           |
| Kecskemét                                  | 1–0 | Mezőkövesd      |
| Kisvárda                                   | 1–1 | Puskás Akadémia |
| Újpest                                     | 1–1 | Zalaegerszeg    |
| Ferencváros                                | 4–0 | MOL Fehérvár    |
| Honvéd                                     | 3–3 | Paks            |

| 4. forduló                                 |     |             |
| Hivatalos mérkőzésnap: 2022. augusztus 21. |     |             |
| Mezőkövesd                                 | 4–2 | Debrecen    |
| Paks                                       | 1–3 | Ferencváros |
| MOL Fehérvár                               | 0–1 | Újpest      |
| Zalaegerszeg                               | 1–3 | Kisvárda    |
| Puskás Akadémia                            | 1–1 | Kecskemét   |
| Vasas                                      | 1–2 | Honvéd      |

| 5. forduló                                 |     |                 |
| Hivatalos mérkőzésnap: 2022. augusztus 27. |     |                 |
| Mezőkövesd                                 | 1–1 | Vasas           |
| Debrecen                                   | 1–1 | Puskás Akadémia |
| Kecskemét                                  | 3–1 | Zalaegerszeg    |
| Kisvárda                                   | 3–1 | MOL Fehérvár    |
| Újpest                                     | 2–3 | Paks            |
| Ferencváros                                | 3–1 | Honvéd          |

| 6. forduló                                 |     |             |
| Hivatalos mérkőzésnap: 2022. augusztus 31. |     |             |
| Honvéd                                     | 0–0 | Újpest      |
| Paks                                       | 1–3 | Kisvárda    |
| MOL Fehérvár                               | 2–1 | Kecskemét   |
| Zalaegerszeg                               | 4–2 | Debrecen    |
| Puskás Akadémia                            | 1–0 | Mezőkövesd  |
| Vasas                                      | 0–1 | Ferencváros |

| 7. forduló                                 |     |                 |
| Hivatalos mérkőzésnap: 2022. szeptember 3. |     |                 |
| Mezőkövesd                                 | 0–5 | Zalaegerszeg    |
| Debrecen                                   | 1–0 | MOL Fehérvár    |
| Kecskemét                                  | 3–1 | Paks            |
| Kisvárda                                   | 0–1 | Honvéd          |
| Újpest                                     | 0–6 | Ferencváros     |
| Vasas                                      | 1–1 | Puskás Akadémia |

| 8. forduló                                  |     |                 |
| Hivatalos mérkőzésnap: 2022. szeptember 10. |     |                 |
| Újpest                                      | 2–1 | Vasas           |
| Ferencváros                                 | 3–0 | Kisvárda        |
| Honvéd                                      | 0–0 | Kecskemét       |
| Paks                                        | 1–0 | Debrecen        |
| MOL Fehérvár                                | 2–1 | Mezőkövesd      |
| Zalaegerszeg                                | 1–2 | Puskás Akadémia |

| 9. forduló                              |     |              |
| Hivatalos mérkőzésnap: 2022. október 1. |     |              |
| Mezőkövesd                              | 1–2 | Paks         |
| Debrecen                                | 4–3 | Honvéd       |
| Kecskemét                               | 2–0 | Ferencváros  |
| Újpest                                  | 4–0 | Kisvárda     |
| Puskás Akadémia                         | 1–1 | MOL Fehérvár |
| Vasas                                   | 1–1 | Zalaegerszeg |

| 10. forduló                             |     |                 |
| Hivatalos mérkőzésnap: 2022. október 8. |     |                 |
| Kisvárda                                | 2–0 | Vasas           |
| Újpest                                  | 1–2 | Kecskemét       |
| Ferencváros                             | 2–0 | Debrecen        |
| Honvéd                                  | 2–2 | Mezőkövesd      |
| Paks                                    | 1–3 | Puskás Akadémia |
| MOL Fehérvár                            | 1–1 | Zalaegerszeg    |

| 11. forduló                              |     |              |
| Hivatalos mérkőzésnap: 2022. október 15. |     |              |
| Mezőkövesd                               | 2–1 | Ferencváros  |
| Debrecen                                 | 4–1 | Újpest       |
| Kecskemét                                | 3–3 | Kisvárda     |
| Zalaegerszeg                             | 3–0 | Paks         |
| Puskás Akadémia                          | 1–0 | Honvéd       |
| Vasas                                    | 2–0 | MOL Fehérvár |

| 12. forduló                              |     |             |
| Hivatalos mérkőzésnap: 2022. október 22. |     |             |
| Vasas                                    | 1–2 | Kecskemét   |
| Debrecen                                 | 2–3 | Kisvárda    |
| Mezőkövesd                               | 1–0 | Újpest      |
| Puskás Akadémia                          | 2–4 | Ferencváros |
| Zalaegerszeg                             | 0–2 | Honvéd      |
| MOL Fehérvár                             | 1–1 | Paks        |

| 13. forduló                              |     |                 |
| Hivatalos mérkőzésnap: 2022. október 29. |     |                 |
| Mezőkövesd                               | 1–1 | Kisvárda        |
| Kecskemét                                | 2–2 | Debrecen        |
| Honvéd                                   | 0–1 | MOL Fehérvár    |
| Ferencváros                              | 2–1 | Zalaegerszeg    |
| Újpest                                   | 3–3 | Puskás Akadémia |
| Paks                                     | 0–1 | Vasas           |

| 14. forduló                              |     |             |
| Hivatalos mérkőzésnap: 2022. november 5. |     |             |
| Vasas                                    | 0–3 | Debrecen    |
| Mezőkövesd                               | 2–1 | Kecskemét   |
| Puskás Akadémia                          | 0–1 | Kisvárda    |
| Zalaegerszeg                             | 1–0 | Újpest      |
| MOL Fehérvár                             | 2–2 | Ferencváros |
| Paks                                     | 5–0 | Honvéd      |

| 15. forduló                              |     |                 |
| Hivatalos mérkőzésnap: 2022. november 9. |     |                 |
| Debrecen                                 | 1–0 | Mezőkövesd      |
| Ferencváros                              | 3–2 | Paks            |
| Újpest                                   | 2–1 | MOL Fehérvár    |
| Kisvárda                                 | 0–3 | Zalaegerszeg    |
| Kecskemét                                | 1–1 | Puskás Akadémia |
| Honvéd                                   | 2–0 | Vasas           |

| 16. forduló                               |     |             |
| Hivatalos mérkőzésnap: 2022. november 12. |     |             |
| Vasas                                     | 1–0 | Mezőkövesd  |
| Puskás Akadémia                           | 2–1 | Debrecen    |
| Zalaegerszeg                              | 0–0 | Kecskemét   |
| MOL Fehérvár                              | 4–1 | Kisvárda    |
| Paks                                      | 3–1 | Újpest      |
| Honvéd                                    | 0–2 | Ferencváros |

| 17. forduló                             |     |                 |
| Hivatalos mérkőzésnap: 2023. január 28. |     |                 |
| Újpest                                  | 2–1 | Honvéd          |
| Kisvárda                                | 2–2 | Paks            |
| Kecskemét                               | 2–1 | MOL Fehérvár    |
| Debrecen                                | 3–0 | Zalaegerszeg    |
| Mezőkövesd                              | 1–0 | Puskás Akadémia |
| Ferencváros                             | 0–0 | Vasas           |

| 18. forduló                             |     |            |
| Hivatalos mérkőzésnap: 2023. február 4. |     |            |
| Zalaegerszeg                            | 0-0 | Mezőkövesd |
| MOL Fehérvár                            | 1–1 | Debrecen   |
| Paks                                    | 0-0 | Kecskemét  |
| Honvéd                                  | 1–1 | Kisvárda   |
| Ferencváros                             | 3–1 | Újpest     |
| Puskás Akadémia                         | 1–1 | Vasas      |

| 19. forduló                              |     |              |
| Hivatalos mérkőzésnap: 2023. február 11. |     |              |
| Vasas                                    | 0–1 | Újpest       |
| Kisvárda                                 | 0–0 | Ferencváros  |
| Kecskemét                                | 2–2 | Honvéd       |
| Debrecen                                 | 2–1 | Paks         |
| Mezőkövesd                               | 2–1 | MOL Fehérvár |
| Puskás Akadémia                          | 1–0 | Zalaegerszeg |

| 20. forduló                              |     |                 |
| Hivatalos mérkőzésnap: 2023. február 18. |     |                 |
| Paks                                     | 0–2 | Mezőkövesd      |
| Honvéd                                   | 2–3 | Debrecen        |
| Ferencváros                              | 1–1 | Kecskemét       |
| Újpest                                   | 2–1 | Kisvárda        |
| MOL Fehérvár                             | 1–1 | Puskás Akadémia |
| Zalaegerszeg                             | 0–0 | Vasas           |

| 21. forduló                              |     |              |
| Hivatalos mérkőzésnap: 2023. február 25. |     |              |
| Vasas                                    | 2–2 | Kisvárda     |
| Kecskemét                                | 2–2 | Újpest       |
| Debrecen                                 | 0–2 | Ferencváros  |
| Mezőkövesd                               | 0–0 | Honvéd       |
| Puskás Akadémia                          | 1–4 | Paks         |
| Zalaegerszeg                             | 2–1 | MOL Fehérvár |

| 22. forduló                             |     |                 |
| Hivatalos mérkőzésnap: 2023. március 4. |     |                 |
| Ferencváros                             | 1–1 | Mezőkövesd      |
| Újpest                                  | 1–1 | Debrecen        |
| Kisvárda                                | 0–1 | Kecskemét       |
| Paks                                    | 3–1 | Zalaegerszeg    |
| Honvéd                                  | 3–1 | Puskás Akadémia |
| MOL Fehérvár                            | 2–1 | Vasas           |

| 23. forduló                              |     |                 |
| Hivatalos mérkőzésnap: 2023. március 11. |     |                 |
| Kecskemét                                | 2–0 | Vasas           |
| Kisvárda                                 | 0–1 | Debrecen        |
| Újpest                                   | 1–0 | Mezőkövesd      |
| Ferencváros                              | 1–2 | Puskás Akadémia |
| Honvéd                                   | 1–0 | Zalaegerszeg    |
| Paks                                     | 2–1 | MOL Fehérvár    |

| 24. forduló                              |     |             |
| Hivatalos mérkőzésnap: 2023. március 18. |     |             |
| Mezőkövesd                               | 1–1 | Kisvárda    |
| Debrecen                                 | 1–2 | Kecskemét   |
| MOL Fehérvár                             | 2–0 | Honvéd      |
| Zalaegerszeg                             | 1–0 | Ferencváros |
| Puskás Akadémia                          | 5–1 | Újpest      |
| Vasas                                    | 2–3 | Paks        |

| 25. forduló                             |     |                 |
| Hivatalos mérkőzésnap: 2023. április 1. |     |                 |
| Debrecen                                | 3–1 | Vasas           |
| Kecskemét                               | 0–1 | Mezőkövesd      |
| Kisvárda                                | 2–2 | Puskás Akadémia |
| Újpest                                  | 3–2 | Zalaegerszeg    |
| Ferencváros                             | 2–2 | MOL Fehérvár    |
| Honvéd                                  | 1–2 | Paks            |

| 26. forduló                             |     |             |
| Hivatalos mérkőzésnap: 2023. április 8. |     |             |
| Mezőkövesd                              | 0–1 | Debrecen    |
| Paks                                    | 3–2 | Ferencváros |
| MOL Fehérvár                            | 0–0 | Újpest      |
| Zalaegerszeg                            | 0–0 | Kisvárda    |
| Puskás Akadémia                         | 0–3 | Kecskemét   |
| Vasas                                   | 0–1 | Honvéd      |

| 27. forduló                              |     |                 |
| Hivatalos mérkőzésnap: 2023. április 15. |     |                 |
| Mezőkövesd                               | 1–4 | Vasas           |
| Debrecen                                 | 0–1 | Puskás Akadémia |
| Kecskemét                                | 3–0 | Zalaegerszeg    |
| Kisvárda                                 | 0–0 | MOL Fehérvár    |
| Újpest                                   | 3–2 | Paks            |
| Ferencváros                              | 3–0 | Honvéd          |

| 28. forduló                              |     |             |
| Hivatalos mérkőzésnap: 2023. április 22. |     |             |
| Honvéd                                   | 0–1 | Újpest      |
| Paks                                     | 2–0 | Kisvárda    |
| MOL Fehérvár                             | 1–2 | Kecskemét   |
| Zalaegerszeg                             | 0–2 | Debrecen    |
| Puskás Akadémia                          | 2–1 | Mezőkövesd  |
| Vasas                                    | 0–1 | Ferencváros |

| 29. forduló                              |     |                 |
| Hivatalos mérkőzésnap: 2023. április 29. |     |                 |
| Mezőkövesd                               | 1–2 | Zalaegerszeg    |
| Debrecen                                 | 2–0 | MOL Fehérvár    |
| Kecskemét                                | 2–3 | Paks            |
| Kisvárda                                 | 2–2 | Honvéd          |
| Újpest                                   | 2–3 | Ferencváros     |
| Vasas                                    | 2–2 | Puskás Akadémia |

| 30. forduló                           |     |                 |
| Hivatalos mérkőzésnap: 2023. május 6. |     |                 |
| Újpest                                | 1–1 | Vasas           |
| Ferencváros                           | 3–0 | Kisvárda        |
| Honvéd                                | 1–0 | Kecskemét       |
| Paks                                  | 0–0 | Debrecen        |
| MOL Fehérvár                          | 1–1 | Mezőkövesd      |
| Zalaegerszeg                          | 2–1 | Puskás Akadémia |

| 31. forduló                            |     |              |
| Hivatalos mérkőzésnap: 2023. május 13. |     |              |
| Mezőkövesd                             | 6–1 | Paks         |
| Debrecen                               | 0–0 | Honvéd       |
| Kecskemét                              | 2–0 | Ferencváros  |
| Kisvárda                               | 2–0 | Újpest       |
| Puskás Akadémia                        | 2–1 | MOL Fehérvár |
| Vasas                                  | 1–1 | Zalaegerszeg |

| 32. forduló                            |     |                 |
| Hivatalos mérkőzésnap: 2023. május 20. |     |                 |
| Kisvárda                               | 2–1 | Vasas           |
| Újpest                                 | 3–0 | Kecskemét       |
| Ferencváros                            | 1–3 | Debrecen        |
| Honvéd                                 | 2–3 | Mezőkövesd      |
| Paks                                   | 0–2 | Puskás Akadémia |
| MOL Fehérvár                           | 3–0 | Zalaegerszeg    |

| 33. forduló                            |     |              |
| Hivatalos mérkőzésnap: 2023. május 27. |     |              |
| Mezőkövesd                             | 1–0 | Ferencváros  |
| Debrecen                               | 2–0 | Újpest       |
| Kecskemét                              | 1–0 | Kisvárda     |
| Zalaegerszeg                           | 1–1 | Paks         |
| Puskás Akadémia                        | 2–1 | Honvéd       |
| Vasas                                  | 0–0 | MOL Fehérvár |

## Gólok és büntetőlapok fordulónként
Forrás: MLSZ Adatbank. adatbank.mlsz.hu
| Forduló | Gólok | Gól/mérkőzés | sárga lap | sárga lap/mérkőzés | kiállítás |
| ------- | ----- | ------------ | --------- | ------------------ | --------- |
| 1.      | 10    | 1,7          | 28        | 4,67               | 1         |
| 2.      | 21    | 3,5          | 35        | 5,83               | 2         |
| 3.      | 17    | 2,8          | 30        | 5,00               | 3         |
| 4.      | 20    | 3,3          | 34        | 5,67               | 2         |
| 5.      | 21    | 3,5          | 30        | 5,00               | 3         |
| 6.      | 15    | 2,5          | 23        | 3,83               | 0         |
| 7.      | 19    | 3,2          | 27        | 4,50               | 1         |
| 8.      | 13    | 2,2          | 26        | 4,33               | 0         |
| 9.      | 20    | 3,3          | 31        | 5,17               | 3         |
| 10.     | 17    | 2,8          | 23        | 3,83               | 1         |
| 11.     | 20    | 3,3          | 21        | 3,50               | 2         |
| 12.     | 19    | 3,2          | 30        | 5,00               | 0         |
| 13.     | 17    | 2,8          | 20        | 3,33               | 3         |
| 14.     | 17    | 2,8          | 26        | 4,33               | 1         |
| 15.     | 16    | 2,7          | 26        | 5,33               | 2         |
| 16.     | 15    | 2,5          | 29        | 4,83               | 1         |
| 17.     | 14    | 2,3          | 22        | 3,67               | 2         |
| 18.     | 10    | 1,7          | 29        | 4,83               | 1         |
| 19.     | 12    | 2,0          | 32        | 5,33               | 2         |
| 20.     | 14    | 2,3          | 20        | 3,33               | 1         |
| 21.     | 18    | 3,0          | 27        | 4,50               | 1         |
| 22.     | 16    | 2,7          | 28        | 4,67               | 2         |
| 23.     | 11    | 1,8          | 34        | 5,67               | 2         |
| 24.     | 19    | 3,2          | 25        | 4,17               | 1         |
| 25.     | 21    | 3,5          | 24        | 4,00               | 1         |
| 26.     | 10    | 1,7          | 25        | 4,17               | 2         |
| 27.     | 17    | 2,8          | 27        | 4,50               | 1         |
| 28.     | 12    | 2,0          | 24        | 4,00               | 0         |
| 29.     | 23    | 3,8          | 33        | 5,50               | 2         |
| 30.     | 11    | 1,8          | 32        | 5,33               | 1         |
| 31.     | 16    | 2,7          | 23        | 3,83               | 4         |
| 32.     | 20    | 3,3          | 23        | 3,83               | 1         |
| 33.     | 9     | 1,5          | 26        | 4,33               | 2         |
| Össz.:  | 530   | 2,7          | 899       | 4,54               | 51        |

## Nemzetközi kupaszereplés

### Eredmények
Az eredmények minden esetben a magyar csapatok szemszögéből értendőek.
(o) – otthon játszott, (i) – idegenben játszott mérkőzés, h.u. – hosszabbítás után, t: – tizenegyesekkel
| Csapat          | Kiírás                  | Forduló         | Ellenfél             | 1. mérk. | 2. mérk. | Össz. |
| --------------- | ----------------------- | --------------- | -------------------- | -------- | -------- | ----- |
| Ferencváros     | Bajnokok Ligája         | 1. selejtezőkör | Tobil                | 0–0 (i)  | 5–1 (o)  | 5–1   |
| Ferencváros     | Bajnokok Ligája         | 2. selejtezőkör | Slovan Bratislava    | 1–2 (o)  | 4–1 (i)  | 5–3   |
| Ferencváros     | Bajnokok Ligája         | 3. selejtezőkör | Qarabağ              | 1–1 (i)  | 1–3 (o)  | 2–4   |
| Ferencváros     | Európa-liga             | Rájátszás       | Shamrock Rovers      | 4–0 (o)  | 0–1 (i)  | 4–1   |
| Ferencváros     | Európa-liga             | Csoportkör      | Trabzonspor          | 3–2 (o)  | 0–1 (i)  |       |
| Ferencváros     | Európa-liga             | Csoportkör      | Monaco               | 1–0 (i)  | 1–1 (o)  |       |
| Ferencváros     | Európa-liga             | Csoportkör      | Crvena zvezda        | 1–4 (i)  | 2–1 (o)  |       |
| Ferencváros     | Európa-liga             | Nyolcaddöntő    | Leverkusen           | 0–2 (i)  | 0–2 (o)  | 0–4   |
| Kisvárda        | Európa Konferencia Liga | 2. selejtezőkör | Kajrat               | 1–0 (i)  | 1–0 (o)  | 2–0   |
| Kisvárda        | Európa Konferencia Liga | 3. selejtezőkör | Molde                | 0–3 (i)  | 2–1 (o)  | 2–4   |
| Puskás Akadémia | Európa Konferencia Liga | 2. selejtezőkör | Vitória de Guimarães | 0–3 (i)  | 0–0 (o)  | 0–3   |
| MOL Fehérvár    | Európa Konferencia Liga | 2. selejtezőkör | Qəbələ               | 4–1 (o)  | 1–2 (i)  | 5–3   |
| MOL Fehérvár    | Európa Konferencia Liga | 3. selejtezőkör | Petrocub Hîncești    | 5–0 (o)  | 2–1 (i)  | 7–1   |
| MOL Fehérvár    | Európa Konferencia Liga | Rájátszás       | 1. FC Köln           | 2–1 (i)  | 0–3 (o)  | 2–4   |

### UEFA-együttható
A szezon során a magyar klubcsapatok az alábbi eredményeket érték el:
| Csapat          | SGY | SD | SV | GY | D | V | Bónusz | Pont    | Átlag |
| --------------- | --- | -- | -- | -- | - | - | ------ | ------- | ----- |
| Ferencváros     | 3   | 2  | 3  | 3  | 1 | 4 | 5,000  | 016,000 |       |
| MOL Fehérvár    | 4   | 0  | 2  | 0  | 0 | 0 | 0,000  | 04,000  |       |
| Kisvárda        | 3   | 0  | 1  | 0  | 0 | 0 | 0,000  | 03,000  |       |
| Puskás Akadémia | 0   | 1  | 1  | 0  | 0 | 0 | 0,000  | 00,500  |       |
| Összesen        | 10  | 3  | 7  | 3  | 1 | 4 | 5,000  | 23,500  | 5,875 |